# نصف‌النهار ۱۱۴ درجه شرقی
نصف‌النهار ۱۱۴ درجه شرقی ۱۱۴مین نصف‌النهار شرقی از گرینویچ است که از لحاظ زمانی ۷ساعت و ۳۶دقیقه با گرینویچ اختلاف زمانی دارد.
این نصف‌النهار از قطب شمال شروع و از مناطق زیر گذشته و به قطب جنوب ختم می‌شود.
- روسیه
- مغولستان
- چین
- اقیانوس هند
- استرالیا